# Юргос
Юрго́с (фр. Urgosse) — коммуна во Франции, находится в регионе Юг — Пиренеи. Департамент — Жер. Входит в состав кантона Ногаро. Округ коммуны — Кондом.
Код INSEE коммуны — 32458.

## География
Коммуна расположена приблизительно в 600 км к югу от Парижа, в 120 км западнее Тулузы, в 50 км к западу от Оша.
На востоке коммуны протекает река Миду.

## Климат
Климат умеренно-океанический. Лето жаркое и немного дождливое, температура часто превышает 35 °С. Зимой часто бывает отрицательная температура и ночные заморозки. Годовое количество осадков — 700—900 мм.

## Население
Население коммуны на 2010 год составляло 238 человек.
| 1962 | 1968 | 1975 | 1982 | 1990 | 1999 | 2010 |
| ---- | ---- | ---- | ---- | ---- | ---- | ---- |
| 278  | 267  | 242  | 232  | 256  | 230  | 238  |

## Администрация
| Период | Период | Фамилия       | Партия | Примечания |
| ------ | ------ | ------------- | ------ | ---------- |
| 2001   | 2020   | Бернар Баррай |        |            |

## Экономика
В 2010 году среди 153 человек трудоспособного возраста (15-64 лет) 115 были экономически активными, 38 — неактивными (показатель активности — 75,2 %, в 1999 году было 66,7 %). Из 115 активных жителей работали 106 человек (59 мужчин и 47 женщин), безработных было 9 (2 мужчин и 7 женщин). Среди 38 неактивных 7 человек были учениками или студентами, 21 — пенсионерами, 10 были неактивными по другим причинам.